# Dirección de Carabineros y Seguridad Rural
La Dirección de Carabineros y Protección Ambiental es una dirección de la Policía Nacional de Colombia, establecida para mantener el orden público de policía en las áreas rurales e interrumpir la amenaza de diferentes actores contra la población, brindar seguridad a las comunidades ubicadas en zonas rurales y de frontera, con la misión de prevenir, disuadir y controlar los delitos y comportamientos contrarios a la convivencia, contribuyendo así a la seguridad ciudadana en el ámbito rural.

## Misión
Direccionar el servicio de Policía Rural en el territorio nacional especialmente en las zonas de consolidación, parques naturales, áreas de reserva, zonas productivas y de frontera, mediante el desarrollo de estrategias de protección, planes, programas, acciones preventivas, disuasivas, de control de delitos, comportamientos contrarios a la convivencia y educación ciudadana, que contribuyan a garantizar la convivencia y seguridad ciudadana rural.

## Visión
Dirección de Carabineros y Protección Ambiental será reconocida como la Unidad modelo gestora de seguridad, progreso y cambio social en el ámbito rural, a partir de la articulación y coordinación responsable y sostenida de capacidades públicas y privadas del orden nacional, departamental y municipal; con Policías calificado y cualificados con mayor arraigo y pleno conocimiento del campo y sus dinámicas, garantizando la defensa del capital natural, para coadyuvar a construir entornos más seguros, prósperos, sostenibles y en paz con la participación del ciudadano.

## Historia
Los orígenes de una institución denominada carabineros se conoce cuando el Libertador Simón Bolívar establece a un grupo de su guardia personal como “Escuadrón de Carabineros”, quienes fueron la punta de lanza de todas las batallas en los encuentros con los realistas, en Pisba, Paya, Corrales, El Pantano de Vargas y el Puente de Boyacá; está última la batalla que libera definitivamente el territorio colombiano del dominio español.
El General Francisco de Paula Santander, mediante decreto del 24 de agosto de 1837, organizó un escuadrón de caballería dentro de la Guardia Civil, con una sección en el Cantón de Buga y otra en el Cantón de Tuluá.
El presidente General Tomas Cipriano de Mosquera quien hace la creación del arma de los carabineros de Colombia y su nacimiento mediante decreto establecido el 16 de septiembre de 1846.
Con el nacimiento de la Policía Nacional el 5 de noviembre de 1891, se fusionó el escuadrón de guardias montados, quienes ya cumplían 25 años de labores en la preservación del orden público.
En 1929, la Policía Nacional delegó al Capitán del Ejército Gustavo Matamoros para que se hiciera cargo de la instrucción de entrenamiento personal, debido a la importación que se realizó de un lote de 300 caballos.
A través del Decreto 1735 del 15 de octubre de 1930 se creó la policía montada con el nombre de carabineros.
En 1936, llega a Colombia una Misión Chilena, con la cual se organizó reglamentos de policía relacionados con la organización de la policía rural montada, asesora los comandos de división de policía montada. En los años 50, renació el Escuadrón de Carabineros en la Escuela de Cadetes General Santander; en marzo de 1956 se compró la Hacienda Mancilla, en Facatativá.
En la década de los 90 se crearon las Contraguerrillas como aporte de grupos de reacción de los Departamentos de Policía para contrarrestar la acción subversiva. 
En 1994 se estableció finalmente que la antigua sede de la escuela se destinaría al Centro de Estudios Superiores de la Policía Nacional, y la Escuela Nacional de Carabineros quedaría establecida en la Hacienda Las Margaritas, en Facatativá. En 1996 se organizó la Subdirección de Carabineros. 
En el 2006 se creó la Dirección de Carabineros y Protección Ambiental; quien en la actualidad cuenta con unidades tácticas operacionales, equipadas, entrenadas y especializadas en patrullajes y control Rural.

## Actuación
- Áreas rurales del territorio nacional.
- Protección del medio ambiente en parques y reservas naturales.
- Control a los corredores de movilidad de grupos armados ilegales.
- Zonas productivas.
- Seguridad en poblaciones indígenas y afrodescendientes.
- Poblaciones ubicadas en zona de frontera.

## Estructura Orgánica Interna

### Dirección de Carabineros y Protección Ambiental (DICAR)
- Secretaría Privada (SEPRI)[3]
- Planeación (PLANE)
- Telemática (TELEM)
- Comunicaciones Estratégicas (COEST)
- Asuntos Jurídicos y Derechos Humanos (ASJUD)
- Atención al Ciudadano (OAC)
- Gestión Documental (GUGED)
- Asuntos Internacionales (ASINT)
- Oficina de Protección a Víctimas y Testigos Ley de Justicia y Paz (PROVI)

## Subdirección de Carabineros y Protección Ambiental (SUCAR)
- - Grupo Carabineros y Guías Caninos (GRUCA)
  - Área de Operaciones Rurales (AROPE)
  - Grupo de Operaciones Especiales Rurales (GOER)
  - Área de Carabineros y Guías Caninos (ARCIG)
  - Grupo de Operaciones Especiales Hidrocarburos (GOESH)
  - Área de Seguridad Ambiental y Ecológica Rural (ARSAE)
  - Área Administrativa y Financiera (ARAFI)
  - Grupo Remonta y Veterinaria (GREVE)
  - Coordinación Nacional del Servicio de Policía Rural (CONAR)
  - Escuadrones Móviles de Carabineros (EMCAR)
  - Unidad Nacional de Restitución de Tierras y Antiterrorismo (UNIRET)
  - Unidad Nacional contra la Minería Ilegal y Antiterrorismo (UNIMIL)